# Tatort: Hitchcock und Frau Wernicke
Hitchcock und Frau Wernicke ist der Titel eines Tatort-Krimis mit den Berliner Ermittlern Ritter und Stark. Ritter ermittelt in seinem 28. und Stark in seinem 22. Fall. Der RBB-Fernsehfilm von Klaus Krämer wurde am 24. Mai 2010 erstmals gesendet. Die Handlung orientiert sich an Alfred Hitchcocks Thriller Das Fenster zum Hof, diese Parallelen werden im Tatort selbst auch thematisiert.

## Handlung
Zwischen den Kriminalhauptkommissaren Till Ritter und Felix Stark herrscht eine angespannte Stimmung, als Kommissar Lutz Weber ihnen den Anruf der Rentnerin Irmgard Wernicke meldet. Die alte Dame hätte schon zum dritten Mal angerufen und glaube, einen Mord beobachtet zu haben. Bei einem Besuch erzählt sie den Kommissaren, dass sie in der vergangenen Nacht beobachtet habe, wie Herr Benkelmann seiner Frau Gift, das glaube sie zumindest, in die Suppe getan habe. Frau Benkelmann habe schon seit Jahren schwere Depressionen und verlasse die Wohnung kaum noch. Gestern sei Robert Benkelmann gegen 18.30 Uhr nach Hause gekommen und habe wie immer Essen mitgebracht. Er habe aus seiner Jacke ein Fläschchen genommen und das Gift in die Suppe geträufelt. Er selbst habe nichts gegessen. Kurz darauf sei Frau Benkelmanns Kopf nach vorn auf die Tischplatte gesunken und dann habe Herr Benkelmann das Licht aus- und keine fünf Minuten später wieder angemacht. Danach sei Frau Benkelmann nicht mehr zu sehen gewesen. Mitten in der Nacht sei Benkelmann dann mit einem großen Koffer zu seinem Auto gegangen, dann sei er mit dem Koffer wieder zurückgekommen, ins Badezimmer gegangen und etwas später erneut mit dem Koffer zum Auto gegangen.
Ritter und Stark befragen Robert Benkelmann, der ihnen erzählt, dass seine Frau nach Lissabon verreist sei, er habe sie gegen 3.00 Uhr zum Zug gebracht. Die Verwunderung der Kommissare über eine Reise mit dem Zug nach Lissabon entkräftet er mit dem Argument, dass seine Frau schon immer einmal mit dem Zug durch Europa habe reisen wollen. Sie habe schon lange mit schweren Depressionen zu kämpfen und er hoffe, dass sie durch diese Reise neuen Lebensmut finde. Die Kommissare lassen sich alle Zimmer der Wohnung zeigen, können aber nichts Auffälliges entdecken. Auch die Handynummer seiner Frau gibt Benkelmann den Kommissaren unaufgefordert.
Als Ritter und Stark mit dem Kollegen Weber über den Fall sprechen, meint er, das alles erinnere ihn sehr stark an den Film Das Fenster zum Hof von Hitchcock. Der sei am Montag im Fernsehen wiederholt worden. Zweifel beschleichen die Kommissare, hat die alte Frau Realität und Filmhandlung miteinander vermischt? Ritter konfrontiert Benkelmann mit Irmgard Wernickes Aussage. Er erwidert, dass er seiner Frau ein Schlafmittel in die Suppe gegeben habe, damit sie vor der langen Reise wieder einmal habe durchschlafen können, um so Kraft zu sammeln. Seine Frau sei vor einer Viertelstunde im Hotel in Lissabon angekommen. Er ruft dort sogleich an und lässt sich mit ihr verbinden. Dann reicht er sie an Ritter weiter, der kurz mit ihr spricht. Der Kommissar muss sich bei ihm entschuldigen. Vor dem Haus vergewissert er sich noch einmal durch einen Anruf im Hotel, ob Frau Benkelmann sich dort ausgewiesen habe, was bejaht wird. Ritter geht wieder zu Irmgard Wernicke und meint, sie habe wohl den Hitchcock-Film und die Realität durcheinandergebracht. Er habe sich eben in der Wohnung Benkelmann ziemlich lächerlich gemacht. Er lässt die alte Frau spüren, wie verärgert er ist, und geht.
Am nächsten Tag geht im Kommissariat ein Anruf des Zivildienstleistenden Tim ein, der mitteilt, dass Frau Wernicke verschwunden ist. Ritter und Stark sehen sich in ihrer Wohnung um, ein Stuhl ist umgestürzt und der Vogelkäfig abgedeckt. Ritter macht sich Vorwürfe, Stark schlägt vor, die Spurensicherung hinzuzuziehen. Eine Umfrage bei den Nachbarn bringt wenig Erkenntnisse, allerdings hat eine junge Frau gesehen, dass Benkelmann an Irmgard Wernickes Tür geklingelt hat. Robert Benkelmann gibt sofort zu, kurz mit Frau Wernicke gesprochen zu haben. Er habe ihr lediglich gesagt, dass sie sich um ihre eigenen Sachen kümmern solle und dass er sich jetzt gezwungen sehe, Vorhänge aufzuhängen.
Ein weiteres Telefonat Ritters mit den Kollegen in Portugal ergibt, dass Karin Benkelmann seit drei Tagen verschwunden und ihr Mietauto in den Bergen aufgefunden worden sei. Außerdem seien in der Umgebung Leichenteile einer weiblichen Person gefunden worden. Eine DNA-Überprüfung ergibt, dass die Leichenteile tatsächlich von Karin Benkelmann stammen. Von der Wohnung Wernicke aus beobachten Ritter und Stark weiterhin die Wohnung Benkelmann. Als nach einer wilden Gestikulation Benkelmanns urplötzlich das Licht ausgeht, sind die Kommissare sich sicher, dass da jemand gekommen ist, den sie auf keinen Fall sehen sollen. Eine sofortige Überprüfung bei Benkelmann bleibt erfolglos.
Anderentags erscheint Renate Müller im Kommissariat, eine Krankenpflegerin, die die gehbehinderte Frau Wernicke betreut. Sie beichtet, dass Frau Wernicke bis früh am Morgen bei ihr gewesen sei. Jetzt sei sie im Krankenhaus, es gehe ihr schlecht. Es habe sie sehr verletzt, dass Kommissar Ritter ihr nicht mehr habe glauben wollen. Sie habe ihren Lebensmut verloren. Ritter ist betroffen. Zu dritt besuchen sie Irmgard Wernicke. Ritter entschuldigt sich bei der alten Dame und zeigt ihr eine Zeichnung, die man von der Frau angefertigt hat, die den Kommissaren am gestrigen Abend bei ihrem Besuch bei Benkelmann im Treppenhaus begegnet ist. Frau Wernicke bekundet, dass diese Frau früher öfter bei den Benkelmanns zu Besuch gewesen sei. Die Kommissare fahren zur Weinhandlung von Benkelmann und zeigen die Zeichnung seinem Angestellten Gernot Schuber. Er identifiziert die Frau als Ella Leiser. Eine Überprüfung ergibt, dass sie in einer Firma für Kühltransporte arbeitet, damit könnten die Leichenteile nach Portugal transportiert worden sein, um die dortige Polizei glauben zu machen, ein schon länger gesuchter Serientäter sei wieder aktiv geworden. Frau Leiser lehnt jedes Gespräch mit Ritter und Stark ab. Mit einem Durchsuchungsbeschluss und in Begleitung von Ella Leiser klingeln die Kommissare bei Robert Benkelmann. Während der Durchsuchung sitzen Benkelmann und Leiser wortlos auf dem Sofa und reagieren auf keine der gestellten Fragen. Nur einmal greift Benkelmann nach Leisers Hand, was sie mit einem Streicheln erwidert. Es kann nachgewiesen werden, dass sich Ella Leiser sowohl im Hotel als auch bei der Autovermietung als Karin Benkelmann ausgegeben hat. Die Badewanne wird aus der Wohnung abtransportiert. Benkelmann und Leiser werden festgenommen.

## Hintergrund
Hitchcock und Frau Wernicke wurde von der Eikon Filmproduktion im Auftrag des Rundfunks Berlin-Brandenburg hergestellt. Gedreht wurde in Berlin. Der Film wurde am 6. Mai 2010 im Kino Babylon Berlin uraufgeführt. Am 24. Mai 2010 wurde er erstmals auf Das Erste ausgestrahlt.
Frau Wernicke war auch eine fiktive Berliner Hausfrau in einer im Deutschen Reich beliebten Sendereihe des deutschen Diensts der BBC während des Zweiten Weltkriegs.

## Kritik
Die Frankfurter Allgemeine lobt Hitchcock und Frau Wernicke als sehenswert: „Dieser „Tatort“ ist so still und unspektakulär (und frei von Musik), vorzüglich gefilmt auch und frei von den oft so aufgekratzten Kommissarsfrotzeleien wie lange keiner mehr. Der Mut zur bleiern-[lähmenden] Stimmung, den Klaus Krämer (Buch und Regie) hier beweist, hat fast etwas Aufreizendes.“
Die Deutsche Presse-Agentur berichtet: „Ein ganz anderer ‚Tatort‘: Keine Sprücheklopfer wie in Münster, kein Blutvergießen wie sonst in Hamburg, Köln, München oder Frankfurt. Denn der Mord wird nicht sichtbar. […] Dem Film fehlen Action, Verfolgungsjagden, Ballereien und Fausthiebe, trotzdem behält er seine Spannung, auch wenn das Vorgehen der beiden Polizisten nicht gerade wie ein Präzisionsuhrwerk erscheint und den echten Berufskollegen merkwürdig vorkommen dürfte.“
Die Berliner Morgenpost schreibt von einem „gelungenen Kammerspiel“ und einem „von der ersten bis zur letzten Minute packenden Krimi“, der zeige, dass der Tatort dann am allerbesten sei, „wenn er ganz im Krimigenre und somit bei sich bleibt und einfach eine spannende Geschichte erzählt.“